# سيلفن تورغن
سيلفن تورغن (من مواليد 17 يناير 1965) هو لاعب هوكي الجليد كندي محترف سابقا، لعب اثني عشر موسماً في دوري الهوكي الوطني. تم اختيار تورغن في الجولة الأولى من الدوري الوطني للهوكي في عام 1983 من قبل فريق نورد كيبيك خلال مسيرته، لعب تورغن مع عدة فرق في ، بما في ذلك نورد كيبيك، نيو جيرسي ديفلز، وأوتاوا سيناتورز، ونيويورك آيلاندرز. اشتهر بسرعته ومهاراته الهجومية، وسجل العديد من الأهداف الحاسمة لفريقه. تقاعد تورغن من اللعب في عام 1995.

## مسيرته الرياضية
بدأ تورغن مسيرته الرياضية مع فريق نورد كيبيك في موسم 1983-1984، حيث سجل 72 نقطة في موسمه الأول. استمر في تحقيق النجاح مع الفريق وسجل أكثر من 30 هدفًا في أربعة مواسم متتالية. انتقل لاحقًا إلى نيو جيرسي ديفلز في عام 1988، حيث لعب دورًا هامًا في تحسين أداء الفريق. في عام 1992، انضم إلى أوتاوا سيناتورز وساعد الفريق في الوصول إلى الأدوار الإقصائية.

## الحياة الشخصية
بعد تقاعده من الهوكي، انتقل تورغن للعمل كمدرب في فرق الشباب، وكرس وقته لتطوير مواهب الهوكي الناشئة في كندا. يعيش الآن في كيبك مع عائلته ويشارك بانتظام في الفعاليات الخيرية والمجتمعية.